# 哈尔达尔·纳格
哈尔达尔·纳格（1950年3月31日—）是来自印度奥里萨邦伯尔格尔县的桑巴尔普里语诗人和作家。俗称为“民间诗人之宝”、“背心诗人”。他于2016年被印度政府授予印度第四高平民奖“莲花士勋章”。
他最出名的作品是《卡维扬贾利》（一本于2016年10月2日推出的纳格精选诗歌的英文翻译选集）。2019年11月22日，他的作品《卡维扬贾利》第三卷于伯尔格尔县发行，同年被森伯尔布尔大学授予博士学位。

## 经历

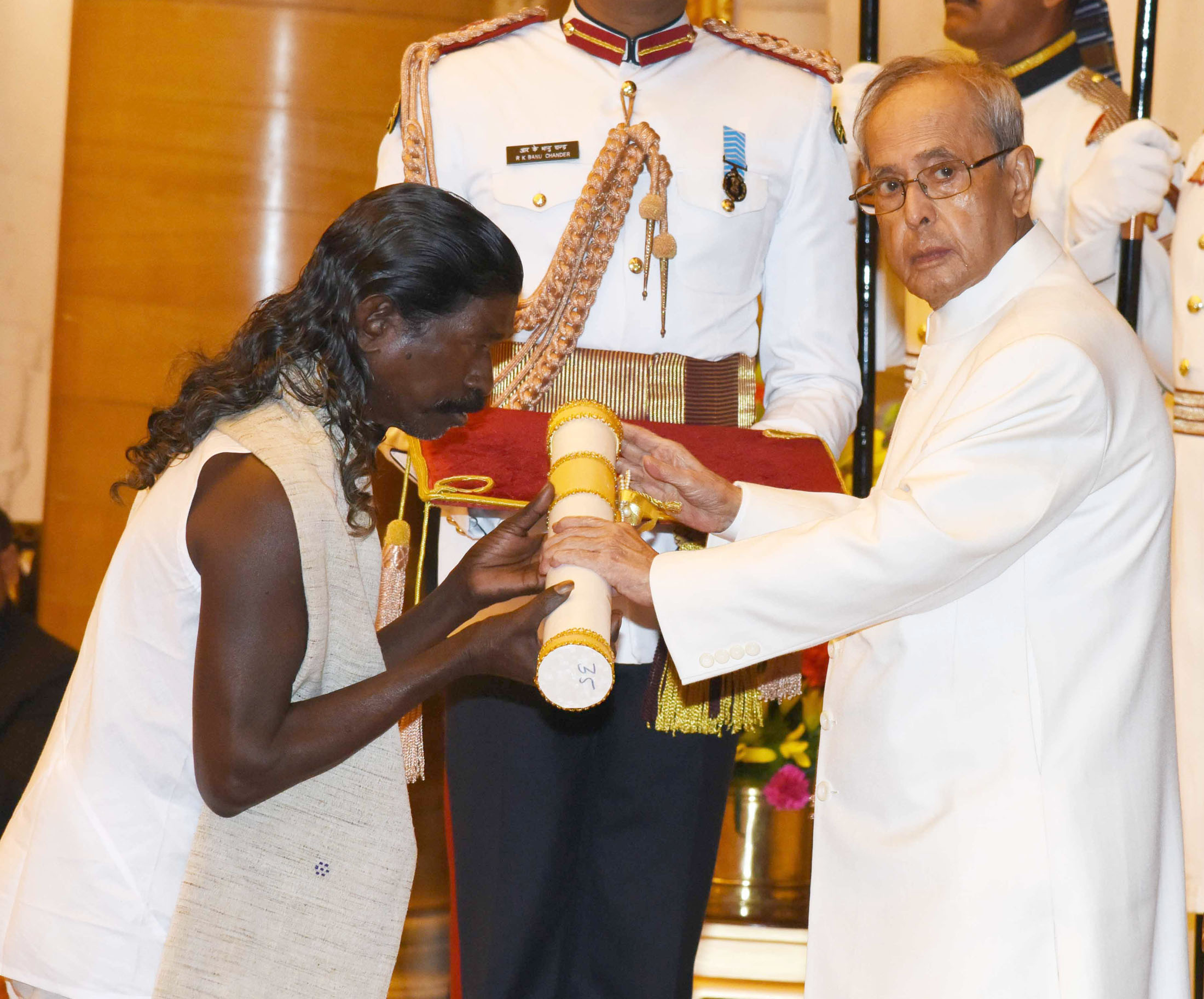
授予莲花士勋章

### 早期生活
哈尔达尔·纳格出生在奥里萨邦伯尔格尔县的一个贫穷的根斯村家庭。在很小的时候，他就失去了唯一有经济能力的父亲，因此他不得不为家人工作。他在小学三年级时被辍学，在一家甜品店做当地的洗碗工来养家糊口，村长意识到他的状况把他带到了高中，在那里他做了10多年的厨师。他还在学校附近开了一家小文具店，也贷款了1000卢比。
虽然他是印度最高奖项莲花士勋章的获奖者，但他过着简单的生活，只有商店和小贩作为主要收入来源。他还在街上出售白豌豆咖喱（一种印度小吃，尤其是在西奥里萨邦）。

### 文学生涯
他的桑巴尔普里写作风格被拿来与甘加达尔·梅赫相提并论。   BBC制作了一部关于他的生活和作品的纪录片。 处女作《老榕树》被发表在当地杂志上。他的文学作品大多包括一个独立的战士，通过保护人的尊严来进行社会改革。据《印度教徒报》说，喜欢他的桑巴尔普里风格文学作品的人们非常鼓励他，他说： 

“我很高兴，这鼓励我写更多，”
——民间诗人之宝（Lok Kabi Ratna）。

他还以丰富的记忆力而闻名，他可以回忆起他写的所有诗歌，直到他最后一首为人们所知的诗歌。

他再次回忆起我们，他相信什么……
一个需求简单的人，“诗歌必须有现实生活中的联系，并为人民传达信息。”

他的诗歌现在被五位博士学者视为研究课题。 桑巴尔普尔大学还将他的作品编入了一本名为《Haldar Granthabali-2》的书中。2016年，他还获得了印度第13任总统普拉纳布·慕克吉颁发的印度第四最高平民奖莲花士勋章，以表彰他对桑巴尔普里语的贡献。

## 作品

### 诗歌
他的一些仍然最受欢迎的作品是： 
- 《老榕树》（Dhado Bargachh）
- 《五大不朽甘露》（Paanch Amrut）
- 《根萨利河》（Ghensali）
- 《伟大的萨蒂·乌尔米拉》（Mahasati Urmila）
- 《塔拉·曼多达里》（Tara Mandodari）
- 《师利萨姆莱》（Shiri Samalei）
- 《爱的表现》（Prem Paechan）

#### 文学风格
他的诗歌以社会问题、自然、宗教和反抗压迫等日常生活问题为基础。

### 电影
此外，他也曾出演过两部桑巴尔普里语电影：
| 年份 | 电影                                    | 角色 | 備註   |
| ---- | --------------------------------------- | ---- | ------ |
| 2015 | 女神萨玛莱垂悯 Sahamate Maa Samalei     |      | [ 12 ] |
| 2021 | 卡姆吉老母传说 Maa Budhi Kamgei Kathani |      | [ 13 ] |

### 纪录片
| 年份 | 片名                                                  | 備註          |
| ---- | ----------------------------------------------------- | ------------- |
| 2017 | 桑巴尔普里织布工 Sambalpuri Weavers                   | [ 14 ] [ 15 ] |
| 2019 | 虚拟婆罗多：哈尔达尔·纳格 Virtual Bharat: Haldhar Nag | [ 16 ]        |

### 参演MV
| 年份 | 歌名                                | 備註 |
| ---- | ----------------------------------- | --- |
| 2021 | 森伯尔布尔的女王 Sambalpurian Rani  | 由Swarupa Singh、Radhe Gardia演唱。 仅在开头中出现，出场时手拿着一本苏伦德拉·纳特翻译的《哈尔达尔·纳格诗选集》。 |
| 2023 | 我们是森伯尔布尔人 Amhe Sambalpuria | 由Hemaraj Meher演唱。 取景地为哈尔达尔·纳格小屋内。                                                              |

### 歌曲
| 年份 | 歌名                                | 備註                                                                                                |
| ---- | ----------------------------------- | --------------------------------------------------------------------------------------------------- |
| 2019 | 大地母亲的怀抱 Maa Matir Buli       | 由哈尔达尔·纳格本人作词和演唱，为首个录音室单曲。 2019年科萨尔明星奖（Kosal Star Awards）获奖作品。 |
| 2020 | 吉祥圣母萨马莱 Shiri Samalei        | 由Lipika Bibhar、Buddhadev Barik演唱，歌词为哈尔达尔·纳格诗作《师利萨姆莱》的节选。                 |
| 2024 | 科萨尔大地万岁 Koshal Matir Jay Jay | 由哈尔达尔·纳格作词，Pakanja Jal等演唱。哈尔达尔·纳格本人在MV中也有出演。                           |

## 着装

身穿汗背心的哈尔达尔·纳格，左肩上披着加姆查披巾。

哈尔达尔平时赤脚，不穿任何鞋子或拖鞋。因常穿着白色背心和托蒂出席活动，被称为“背心诗人”。他说穿着这些衣服感觉很好，很开放。

## 社交媒体

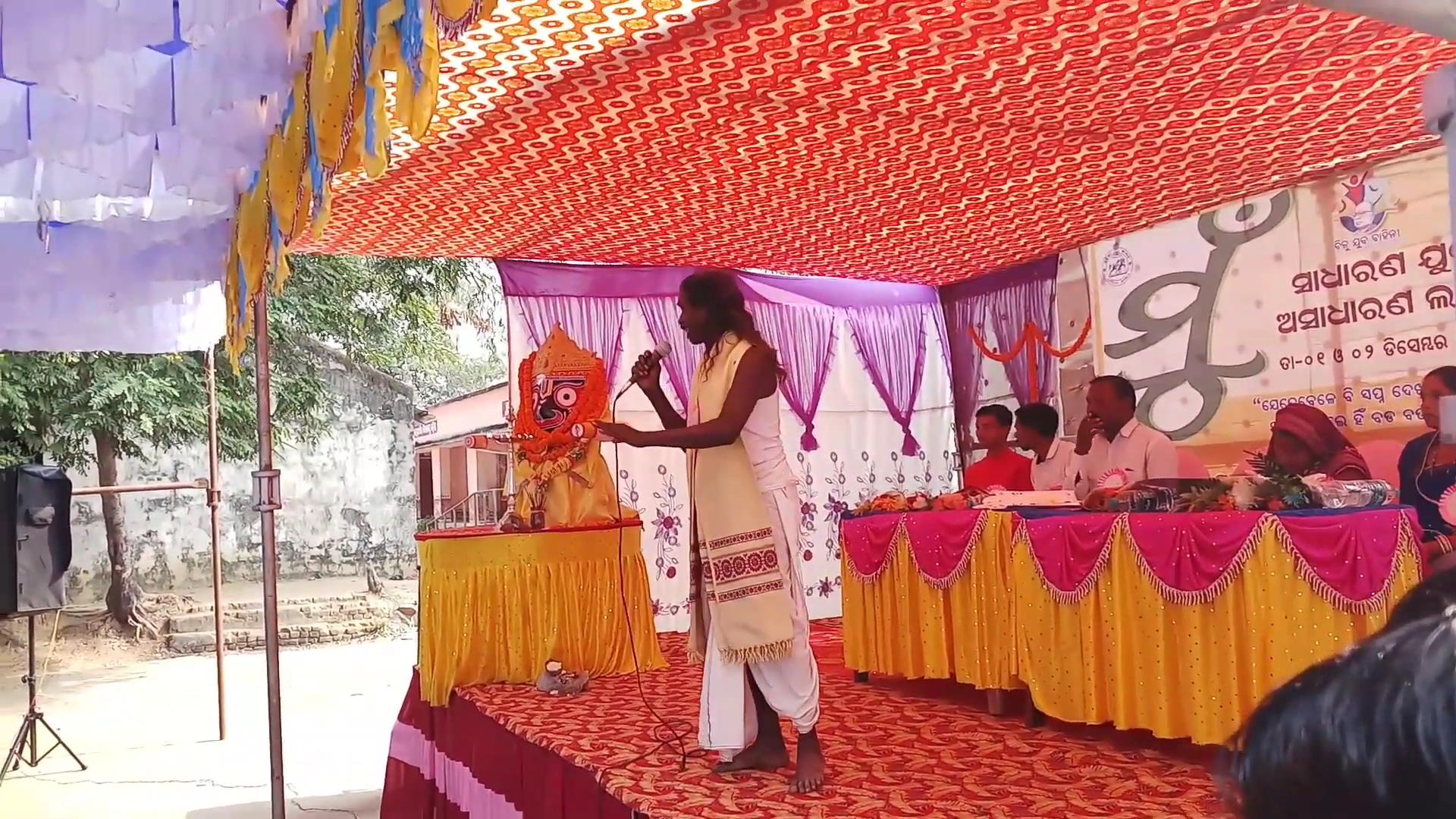
哈尔达尔·纳格在舞台上演唱歌曲，2018年。

广告电影制作人兼纪录片导演巴拉特巴拉的目标是在《虚拟婆罗多》的旗下制作1000部短片，以记录不为人知的故事，以及古尔扎尔认识的著名作家兼电影导演桑普兰·辛格·卡尔拉（古尔扎尔）讲述哈尔达尔·纳格。
他在这部短片中的叙述以“我正在给您写一封信，哈尔达尔。桑巴尔普尔的土地之子，这位阿迪瓦西诗人。他的语言是桑巴尔普里语。”
作为该系列的一部分，古尔扎尔在《虚拟婆罗多》适当8分钟长的故事中叙述了关于纳格的简短摘要，《虚拟婆罗多》是关于印度各个领域的短篇小说集。古尔扎尔作为礼物送给他5万卢比。

## 研究中心
奥里萨邦政府最近宣布，即将以他的名义在伯尔格尔县根斯村成立桑巴尔普里语言和文学研究中心。 

### 学术引用
桑巴尔普尔大学正在编纂他的著作《Haldhar Granthabali-2》，这将成为其教学大纲的一部分。

## 图库

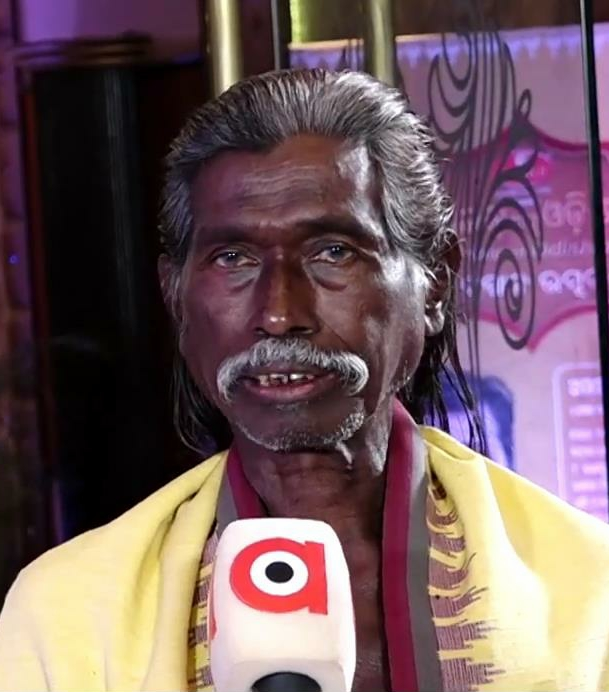
2022年
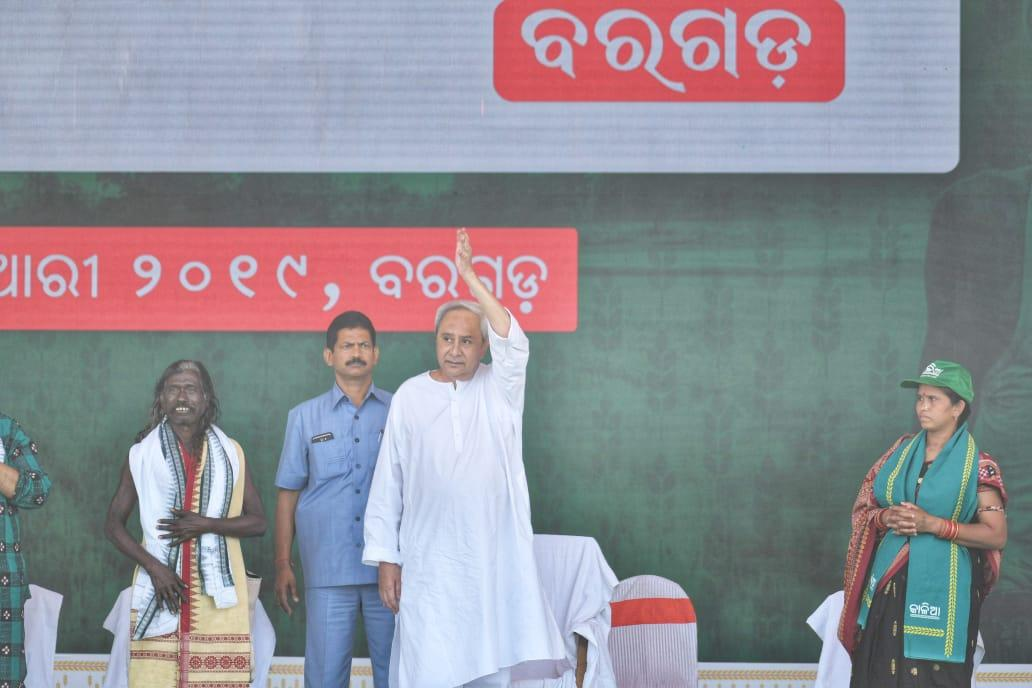
与纳文·帕特奈克（英语：Naveen Patnaik）同台
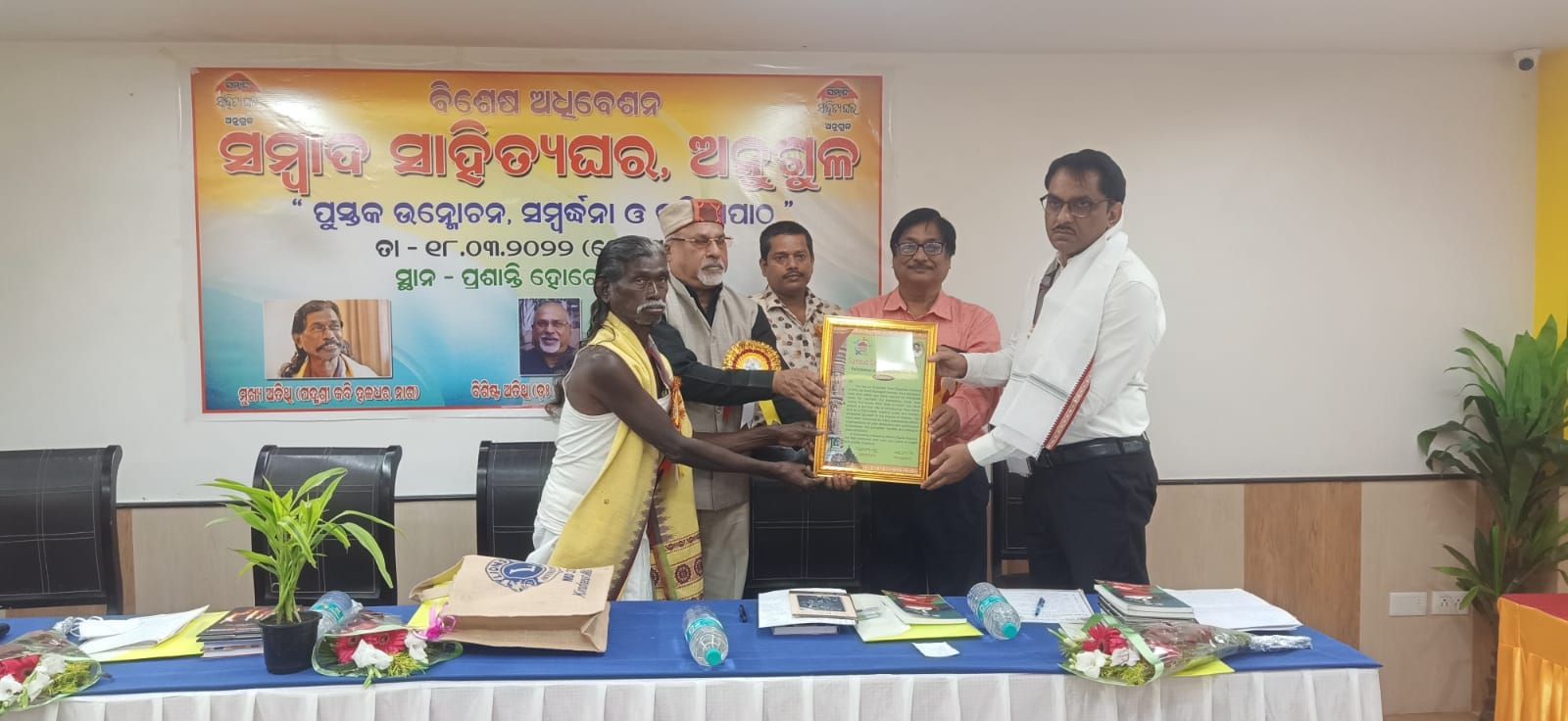
迪内什·库马尔·马里用印地语翻译了他的诗歌。
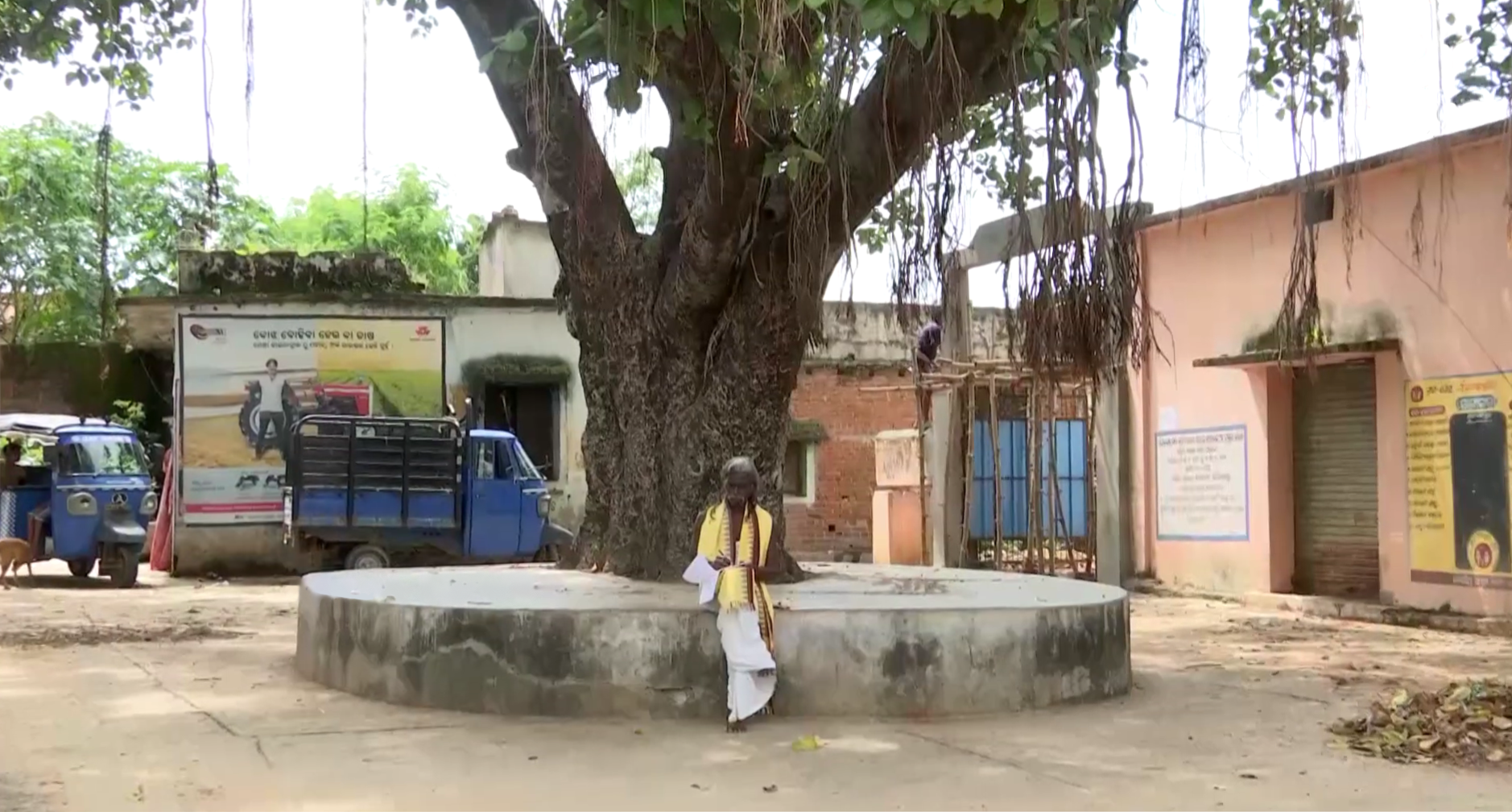
哈尔达尔·纳格在根斯的一棵榕树下写诗
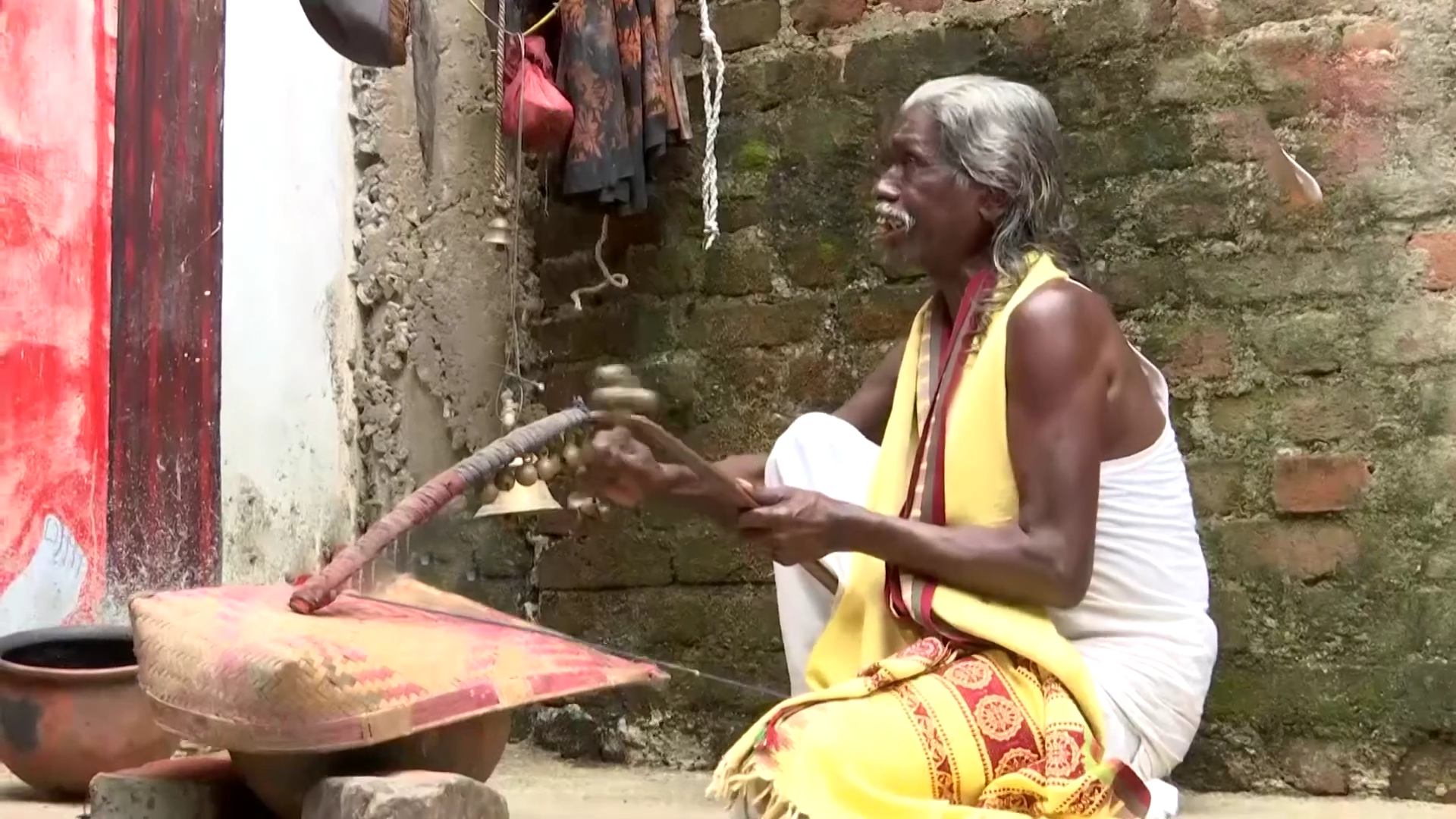
表演歌曲